# Canadian Association of Broadcasters
A Canadian Association of Broadcasters (CAB) é uma organização da federação da mídia canadense.
Foi criada em 28 de janeiro de 1926.